# 高槻市立服部図書館
高槻市立服部図書館(たかつきしりつはっとりとしょかん)とは、大阪府高槻市浦堂2丁目15-1にある高槻市立図書館である。

## 概要
- 1階  主に児童書。中高生用の本もある。
- 2階  一般書

## 交通手段
- 高槻市営バス服部図書館前
  - 服部図書館が開館するまでは、浦堂東という名称であったが、開館後服部図書館前と変更された。